# Рязанцево (Ярославская область)
Ряза́нцево — посёлок в Переславском районе Ярославской области на речке Тошме.

## История
Своё название Рязанцево получило из-за разбойного люда с длинными ножами — «резаками» («резанами»), живущего в окрестных лесах и часто совершавших нападения на торговые караваны.
В писцовых книгах 1628—29 годов село Рязанцево записано за кравчим князем Васильем Янушевичем Сулешовым (а до него оно было за князем Барятинским).
В 1628 году здесь была деревянная церковь архистратига Михаила.
В 1811 году на средства прихожан построен каменный храм с такою же колокольнею. В 1890 году трапеза этого храма возобновлена и расширена. Престолов в храме было два: в холодном во имя архистратига Михаила, в приделе тёплом в честь Введения во храм Пресвятой Богородицы.
В 1944—1959 годах Рязанцево было центром Рязанцевского района.

## Население
| 1859 | 1905 | 1926 | 2007  | 2010  |
| ---- | ---- | ---- | ----- | ----- |
| 252  | ↗316 | ↗669 | ↗1120 | ↘1043 |

## Инфраструктура

Ж/д переезд дороги Переславль — Владимир в посёлке Рязанцево

С 1893 года в селе была церковно-приходская школа.
В 1894 году на станцию Рязанцево приезжал В. И. Ленин. Он направлялся в деревню Горки, где в усадьбе купца Ганшина подпольно печаталась книга «Что такое „друзья народа“ и как они воюют против социал-демократов?».
Весной 2006 года сгорел железнодорожный вокзал. В 2009 году был построен новый.

Сегодня главной достопримечательностью Рязанцева является красивая часовня Святого Георгия Победоносца, построенная в начале 2002 года.

## Транспорт
Автомобильный и железнодорожный транспорт.

## Известные жители
В селе Рязанцево жил до своей кончины в 1990-м году кавалер ордена Славы трёх степеней Дмитрий Сергеевич Петрунин (1923—1990) — снайпер 83-го пограничного полка войск НКВД по охране тыла (5-я гвардейская армия, 1-й Украинский фронт).